# Joseph Marie Phạm Năng Tĩnh
Joseph Marie Phạm Năng Tĩnh (Thọ Nghiệp, 31 luglio 1917 – Bùi Chu, 11 febbraio 1974) è stato un vescovo cattolico vietnamita.

## Biografia
Joseph Marie Phạm Năng Tĩnh nacque il 31 luglio 1917 nella parrocchia di Quần Cống appartenente al comune di Thọ Nghiệp del distretto di Xuân Trường della provincia di Nam Dinh in una devota famiglia cattolica. Sentita fin da bambino la vocazione religiosa, nel 1931 entrò in seminario all'età di 14 anni.
Fu ordinato presbitero il 4 agosto 1945 dal vescovo Dominique Marie Hồ Ngọc Cẩn. Dopo l'ordinazione sacerdotale fu nominato professore per la scuola Ninh Cường e nel 1946 professore di teologia per il seminario Quần Phương. Nel 1950 fu nominato direttore del comitato diocesano per le celebrazioni e la musica sacra e cancelliere del tribunale matrimoniale, mentre nel 1951 fu nominato capo dell'ufficio episcopale di Bùi Chu. Il 20 settembre 1954 venne infine nominato vicario generale di Bùi Chu. Con la divisione in due stati del Vietnam nel 1954, fu tra coloro che fuggirono in massa verso sud, salvo poi accettare di tornare poco tempo dopo.
Il 20 marzo 1959 fu nominato amministratore apostolico, in quanto anche il vescovo Pierre Marie Phạm Ngọc Chi era fuggito nel Vietnam del Sud e col divieto di ritornare nel nord.
Il 5 marzo 1960 papa Giovanni XXIII lo nominò vicario apostolico di Bùi Chu, assegnandogli la sede titolare di Berenice. Ricevette l'ordinazione episcopale il 10 novembre dello stesso anno per imposizione delle mani del vescovo Dominique Marie Đinh Đức Trụ. Il rito fu celebrato in segreto e in piena notte per aggirare le autorità governative.
Il 24 novembre dello stesso anno, sempre papa Giovanni XXIII elevò il vicariato apostolico di Bùi Chu a diocesi, nominandolo primo vescovo.
Gli anni del suo operato furono estremamente difficili, tuttavia si impegnò zelantemente per assicurare che l'esigua popolazione cattolica rimasta potesse coltivare la fede nonostante le persecuzioni, celebrando costantemente la messa nelle varie parrocchie dove non erano più presenti sacerdoti e pubblicando diverse opere religiose riguardanti vari aspetti del cristianesimo, in particolare il Sacro Cuore di Gesù, a cui consacrò la sua diocesi nel giugno 1962, e la Madre di Dio, nonché libri di preghiere e di etica.
Resse la diocesi per quattordici anni, morendo improvvisamente l'11 febbraio 1974, all'età di 56 anni.

## Genealogia episcopale
La genealogia episcopale è:
- Cardinale Scipione Rebiba
- Cardinale Giulio Antonio Santori
- Cardinale Girolamo Bernerio, O.P.
- Vescovo Claudio Rangoni
- Arcivescovo Wawrzyniec Gembicki
- Arcivescovo Jan Wężyk
- Vescovo Piotr Gembicki
- Vescovo Jan Gembicki
- Vescovo Bonawentura Madaliński
- Vescovo Jan Małachowski
- Arcivescovo Stanisław Szembek
- Vescovo Felicjan Konstanty Szaniawski
- Vescovo Andrzej Stanisław Załuski
- Arcivescovo Adam Ignacy Komorowski
- Arcivescovo Władysław Aleksander Łubieński
- Vescovo Andrzej Stanisław Młodziejowski
- Arcivescovo Kasper Kazimierz Cieciszowski
- Vescovo Franciszek Borgiasz Mackiewicz
- Vescovo Michał Piwnicki
- Arcivescovo Ignacy Ludwik Pawłowski
- Arcivescovo Kazimierz Roch Dmochowski
- Arcivescovo Wacław Żyliński
- Vescovo Aleksander Kazimierz Bereśniewicz
- Arcivescovo Szymon Marcin Kozłowski
- Vescovo Mečislovas Leonardas Paliulionis
- Arcivescovo Bolesław Hieronim Kłopotowski
- Arcivescovo Jerzy Józef Elizeusz Szembek
- Vescovo Stanisław Kazimierz Zdzitowiecki
- Cardinale Aleksander Kakowski
- Papa Pio XI
- Vescovo Jean-Baptiste Nguyễn Bá Tòng
- Vescovo Thaddée Anselme Lê Hữu Từ, O.Cist.
- Cardinale Joseph Marie Trịnh Như Khuê
- Vescovo Dominique Marie Đinh Đức Trụ
- Vescovo Joseph Marie Phạm Năng Tĩnh